# 2387 Xi'an
2387 Xi'an eller 1975 FX är en asteroid i huvudbältet som upptäcktes den 17 mars 1975 av Purple Mountain-observatoriet i Nanjing, Kina. Den är uppkallad efter den kinesiska staden Xi'an.
Asteroiden har en diameter på ungefär 20 kilometer och den tillhör asteroidgruppen Eos.